# The Lost Man
The Lost Man és una pel·lícula de cinema criminal estatunidenca del 1969, escrita i dirigida per Robert Alan Aurthur, basada llunyanament en la novel·la de l'autor britànic F.L. Green Odd Man Out, que ja havia estat duta al cinema el 1947 com Llarga és la nit dirigida per Carol Reed i protagonitzada per James Mason.

## Argument
L'antic tinent de l'exèrcit estatunidenc Jason Higgs (Sidney Poitier), després d'haver-se convertit en un militant negre durant el Moviment Revolucionari Negre dels anys seixanta, és ferit al robar una nòmina per ajudar els germans empresonats i s'ha d'amagar de la policia. L'assistent social Cathy Ellis (Joanna Shimkus) s'enamora de Higgs mentre l'ajuda a eludir la captura.

## Repartiment
- Sidney Poitier - Jason Higgs
- Joanna Shimkus - Cathy Ellis
- Al Freeman Jr. - Dennis Lawrence
- Michael Tolan - Inspector Hamilton
- Richard Dysart - Bernie
- David Steinberg - Photographer
- Paul Winfield - Orville Turner
- Beverly Todd - Sally Carter/Dorothy Starr
- Vonetta McGee - Diane Lawrence
- Frank Marth - Warren

## Recepció crítica
El New York Times va donar a la pel·lícula una revisió tèbia després del seu llançament, tot i que la crítica de Roger Ebert va ser més positiva, encara que amb reserves.

## Producció
Poitier va conèixer la seva segona esposa, Joanna Shimkus, durant la realització d'aquesta pel·lícula. La banda sonora fou composta per Quincy Jones i dirigida per Stanley Wilson. L'àlbum fou editat per Uni Records el 1969.